# HD 26836
HD 26836，又名BD+80 133，SAO 691、HR 1317，是一颗恒星，视星等为5.43，位于銀經130.89，銀緯21.5，其B1900.0坐标为赤經4h 9m 37.5s，赤緯+80° 21.5′ 8″。